# Утакмице фудбалске репрезентације Мађарске 1967.
| Домаћин | Гост |

Фудбалска репрезентација Мађарске је током 1967. године одиграла шест званичних утакмица, од којих су четири биле квалификационе за Европско првенство у фудбалу 1968. године. У три сусрета мађарска репрезентација је изашла као победник, мађарски тим је победио Холандију са 2 : 1, Данску са 2 : 0 и ДР Немачке у Будимпешти резултатом 3 : 1, док су домаћини ДР Немачка, у Лајпцигу победили са 1 : 0. Мађарска репрезентација је такође победила у две пријатељске утакмице које је играла против Југославије и Аустрије.
Савезни селектор националног тима у овом периоду је био:
- Рудолф Иловски

## Утакмице
| Мађарска | 1 : 0 (1 : 0) | Југославија |
| -------- | ------------- | ----------- |
| Бене 24’ | Извештај      |             |

| Мађарска                    | 2 : 1 (2 : 0) | Холандија    |
| --------------------------- | ------------- | ------------ |
| Месељ 7’ (пен) · Фаркаш 38’ | Извештај      | 59’ Сурбијер |

| Данска | 0 : 2 (0 : 1) | Мађарска              |
| ------ | ------------- | --------------------- |
|        | Извештај      | 32’ Алберт · 71’ Бене |

| Аустрија | 1 : 3 (0 : 1) | Мађарска                          |
| -------- | ------------- | --------------------------------- |
| Хоф 78’  | Извештај      | 41’ Бене · 48’ Фаркаш · 68’ Варга |

| Мађарска          | 3 : 1 (1 : 0) | Источна Немачка |
| ----------------- | ------------- | --------------- |
| Фаркаш 9’ 47’ 48’ | Извештај      | 51’ Френцел     |

| Источна Немачка | 1 : 0 (0 : 0) | Мађарска |
| --------------- | ------------- | -------- |
| Френцел 51’     | Извештај      |          |

## Голгетери у 1967.
| - Ференц Бене - Јанош Фаркаш - Калман Месељ - Флоријан Алберт - Золтан Варга |

## Извори и спољашње везе
- Dénes Tamás-Rochy Zoltán. A 700. után. Rochy és Társa. ISBN 963-04-7169-8.
- Rejtő László – Lukács László – Szepesi György: Felejthetetlen 90 percek. Budapest: Sportkiadó. 1977.  963-253-501-4
- Све утакмице репрезентације Мађарске
- Репрезентација Мађарске на фудбалској бази података
- Утакмице репрезентације Мађарске (1967)